# نيكولاس بينيغاس
نيكولاس بينيغاس (بالإسبانية: Nicolás Benegas)‏ هو لاعب كرة قدم أرجنتيني في مركز الهجوم، ولد في 1 مارس 1996 في الدورادو في الأرجنتين. لعب مع بوكا جونيورز.

## وصلات خارجية
- نيكولاس بينيغاس على موقع دوري كوريا الجنوبية (الإنجليزية)
- نيكولاس بينيغاس على موقع قاعدة بيانات كرة القدم.إي يو (الإنجليزية)
- نيكولاس بينيغاس على موقع Soccerway.com (الإنجليزية)